# Raymond Milton
Raymond Milton   (Ontario, 27 d'agost de 1912 - Ontario, 17 de setembre de 2003) va ser un jugador d'hoquei sobre gel canadenc que va competir durant la dècada de 1930.
El 1936 va prendre part en els Jocs Olímpics de Garmisch-Partenkirchen, on guanyà la medalla de plata en la competició d'hoquei sobre gel.